# Lương Như Truật
Lương Như Truật (1905-1984) là nhân sỹ, quê ở Trà Kiệu thuộc xã Duy Sơn, huyện Duy Xuyên, tỉnh Quảng Nam.
Ông là thành viên của Việt Nam Quốc dân Đảng.

## Hoạt động và bị bắt
Năm 1930 ông tham gia khởi nghĩa Yên Bái. Cuộc khởi nghĩa thất bại, ông và các đồng chí bị thực dân Pháp bắt. Một số bị xử tử ngay, trong đó có lãnh tụ Nguyễn Thái Học. Ông Truật bị kết án chung thân khổ sai đày đi Côn Đảo, sau đó bị lưu đày sang Guyane. Năm 1931 con tàu Martinière đưa hơn 500 tù biệt xứ đi Guyane, có cả những người cộng sản và thường phạm.

## Tự do
Trong thời kì 1935 - 1938, Mặt trận bình dân Pháp thắng thế và có ảnh hưởng lớn tại Pháp, có bước tiến trong bảo đảm quyền lợi chính trị, kinh tế cho đông đảo quần chúng, thi hành chính sách đối ngoại hòa bình và cải thiện đời sống kinh tế, chính trị cho "các dân tộc hải ngoại". Khi đó các tù nhân lưu đày ở Guyane được cho tự do, việc hồi hương được tự chọn nhưng phương tiện bị hạn chế vì lý do tình hình thế giới căng thẳng trước Chiến tranh thế giới thứ hai, cũng như có sự khuyến khích ở lại từ người Pháp. Lệnh chính thức trả tự do cho các tù chính trị thuộc địa được lãnh đạo "Pháp quốc Tự do" Tướng Charles de Gaulle ban hành năm 1945, và tại Guyane thì điều này được thực hiện trên thực tế từ trước.
Những người ở lại đã tạo ra cộng đồng gốc Việt ở Guyane nhưng số lượng không nhiều. Ông Lương Như Truật ở lại một thời gian. Do biết tiếng Pháp nên ông Truật được làm việc tại nhà các công chức Pháp. Trong thời gian này, ông lập gia đình với vợ góa một sĩ quan Pháp.

## Trở về Việt Nam
Năm 1955, ông đưa vợ con về Việt Nam, ở tại 329/6D đường Phan Thanh Giản, Sài Gòn (nay là 329/29 đường Điện Biên Phủ, quận 3, TP. Hồ Chí Minh). Khi trở về Việt Nam, ông Truật được chế độ Việt Nam Cộng hòa tuyển dụng làm công chức tại Bộ Cải tiến nông thôn. Đặc biệt, do đã từng tham gia khởi nghĩa Yên Bái và bị lưu đày biệt xứ nên ông còn được chính quyền Sài Gòn cho hưởng "biệt lệ mặc nhiên lưu dụng cho đến khi nào không còn đủ sức khỏe".
Ông Truật mất vào tháng 2/1984. Ngoài sáu con ở Guyane, ông còn hai con trai ở quê Quảng Nam và năm con ở TP. Hồ Chí Minh, trong đó có người con út Lương Như Khôi.

## Chỉ dẫn
1. ↑  Có sự chưa chính xác trong tham khảo [1] khi nói về ông Truật là "Một nhà nho yêu nước bị giam cầm hơn 24 năm ở Guyane". Năm 1936 ông Truật được tự do và ở lại nên mới lấy được vợ. "Tự do và ở lại" được nêu trong "Kỳ 2: Những số phận lưu lạc" của tham khảo [3]. Một số tù biệt xứ khác như ông Lương Duyên Hồi, đã trở về Việt Nam năm 1936 và tiếp tục hoạt động cách mạng.